# Le Crime des renards
Pour plus de détails, voir Fiche technique et Distribution.
Le Crime des renards est un téléfilm français réalisé en 2004 par Serge Meynard et diffusé le 30 septembre 2005 sur Arte.

## Synopsis
En 1962, dans la campagne du Haut-Jura, pendant que Baptiste s'ébat avec sa maîtresse Charlotte, sa fille Marinette âgée de 4 ans assiste à la noyade accidentelle, dans une mare proche de la ferme, du petit Nicolas, le fils de Charlotte. Baptiste, pour garder sa liaison adultère secrète, monte un stratagème pour faire apparaître ailleurs le corps de Nicolas comme étant victime d'un meurtre. Baptiste contraint Marinette à oublier le drame auquel elle a assisté, mais, profondément perturbée, la fillette fait une fugue, ce qui éveille les soupçons de son grand frère Jean-Noël qui se lance dans une enquête et découvre la vérité.

## Fiche technique
- Titre : Le Crime des renards
- Réalisation : Serge Meynard
- Scénario : Serge Meynard
- Musique : Éric Neveux
- Photographie : Bruno Privat
- Son : Éric Devulder
- Montage : Aurique Delannoy
- Décors : Denis Champenois
- Costumes : Élisabeth Rousseau
- Pays d'origine :  France
- Langue de tournage : français
- Période de tournage : 2 août 2004 au 31 août 2004, livraison fin novembre 2004
- Tournage extérieur : région Franche-Comté
- Producteurs : Sylvette Frydman, Jean-François Lepetit
- Sociétés de production : Arte France, Flach Film
- Diffuseurs : Arte, France 3, France 4
- Format : couleur — super 16 mm — 1.77:1 — stéréo
- Genre : drame
- Durée : 91 minutes
- Dates de diffusion :
  - 30 septembre 2005 sur Arte (rediff. 11 décembre 2009)
  - 16 novembre 2006 sur France 4
  - 24 novembre 2007 sur France 3

## Distribution
- Aurélien Recoing : Baptiste
- Nathalie Besançon : Charlotte, la maîtresse de Baptiste
- Élise Vialaret : Marinette, la petite fille de Baptiste
- Johann Cuny : Jean-Noël, le fils de Baptiste
- Serge Hazanavicius : le prof de maths de Jean-Noël
- Hélène Foubert : Blandine, la femme de Baptiste
- Peggy Martineau : Corinne, la petite amie de Jean-Noël
- Georges Trillat : l'homme mystérieux
- Rémy Roubakha : le curé
- Sandrine Roussillon : la fille du prof de maths
- Christophe Vincent : Claude, le mari de Charlotte
- Marc Prin : le pervers

## Audience
La première diffusion sur Arte a réuni une audience de 1,3 million de téléspectateurs, soit 5,6 % de parts de marché.

## Distinctions
- Festival du film de télévision de Luchon 2005 : 
  - Prix d'interprétation féminine à Nathalie Besançon
  - Prix de la meilleure musique à Éric Neveux